# Eryngium mohamedanii
Eryngium mohamedanii là một loài thực vật có hoa trong họ Hoa tán. Loài này được Font Quer & Pau mô tả khoa học đầu tiên năm 1931.